# Президентські вибори у Литві 2019
Президентські вибори у Литві пройшли 12 і 26 травня 2019 року. 2-й тур пройшов одночасно з виборами до Європарламенту. Вибори виграв Ґітанас Науседа. Вступ на посаду 12 липня 2019 року.

## Кандидати
У виборах збираються брати участь 13 кандидатів.
1. Витяніс Андрюкайтіс, Єврокомісар (Соціал-демократична партія Литви)
2. Пятрас Ауштрявічюс, член Європарламенту (Союз лібералів і центру)
3. Альфонсаса Буте
4. Петрас Гражуліс, член Сейму
5. Арвідас Юозайтіс
6. Казімерас Юрайтіс
7. Валентінас Мазуроніс, член Європарламенту
8. Гітанас Науседа
9. Міндаугас Пуйдокас, член Сейму
10. Нагліс Путейкіс. член Сейму (ПЦЛ)
11. Саулюс Скверняліс, прем'єр-міністр Литовської Республіки
12. Інгріда Шимоніте, член Сейму
13. Вальдемар Томашевський, член Європарламенту (ВАПЛ-СХС).
14. Томас Шімайтіс
15. Аушра Малдейкієне
16. Вітас Гудішкіс
17. Раймонда Даунієне

Серед претендентів в кандидати була член Сейму Аушра Малдейкене, але вона відмовилася від боротьби і не подала документи на реєстрацію.

## Результати
В першому турі перемогла з невеликим відривом колишній міністр фінансів Інгріда Шимоніте, на другому місці — економіст Ґітанас Науседа. Оскільки жоден з кандидатів не пройшов поріг 50 % від усіх зареєстрованих виборців, 26 травня відбудеться другий тур.
Після того як прем'єр-міністр Саулюс Скверняліс зайняв третє місце, він оголосив про намір піти у відставку, яка стане дійсною 12 червня.
| Кандидат                     | Партія                           | Перший тур | Перший тур | Другий тур | Другий тур |
| Кандидат                     | Партія                           | Votes      | %          | Votes      | %          |
| ---------------------------- | -------------------------------- | ---------- | ---------- | ---------- | ---------- |
| Інгріда Шимоніте             | Незалежний                       | 442,353    | 31.43      | 437 399    | 33,28      |
| Ґітанас Науседа              | Незалежний                       | 438,469    | 31.16      | 876 749    | 66,72      |
| Саулюс Скверняліс            | Незалежний                       | 278,680    | 19.80      |            |            |
| Витяніс Андрюкайтіс          | Соціал-демократична партія Литви | 67,802     | 4.82       |            |            |
| Арвідас Юозайтіс             | Незалежний                       | 66,535     | 4.73       |            |            |
| Вальдемар Томашевський       | Виборча акція поляків Литви      | 56,411     | 4.01       |            |            |
| Міндаугас Пуйдокас           | Незалежний                       | 36,645     | 2.60       |            |            |
| Нагліс Путейкіс              | Литовська центристська партія    | 11,214     | 0.80       |            |            |
| Валентінас Мазуроніс         | Незалежний                       | 9,169      | 0.65       |            |            |
| Недійсні голоси              | Недійсні голоси                  | 9,905      | –          | 17 097     | –          |
| Усього                       | Усього                           | 1,417,183  | 100        | 1 331 245  | 100        |
| Зареєстрованих виборців/явка | Зареєстрованих виборців/явка     | 2,486,915  | 56.99      | 2 491 021  | 53,44      |
| Джерело: VRK                 |                                  |            |            |            |            |